# Torre del Café
La Torre del Café, también conocida como el Edificio del Café, es un edificio de gran altura ubicado en la ciudad de Medellín.
Su construcción inició en 1972 y se terminó en 1975. Con 36 pisos en una altura de 160 metros, es el segundo edificio más alto de Medellín, solo superado por el Edificio Coltejer.